# Joniškis (okresní město)
Joniškis (česky zastarale Janišky) je okresní město okresu Joniškis (Joniškio rajono savivaldybė) v západní části Litvy, v Žemaitsku, v Šiauliaiském kraji. V tomto kraji je v pořadí 5. největším městem ze čtrnácti.
Leží při východním okraji mezinárodní silnice E77, která je v tom místě zároveň dálnicí A12 (Riga) – Šiauliai – Tauragė – (Tylže/Tilžė), 39 km na sever od Šiauliů, 14 km na jih od hranice s Lotyšskem, mezi řekami Sidabra a Audruvė, jejíž levý přítok Purvė městem protéká. Na severovýchodním okraji města jsou dva rybníky: Joniškio I (západnější) a Joniškio II (východnější). Západním okrajem města prochází železniční trať Šiauliai – Riga.
Město Joniškis je městskou památkovou rezervací. Vyrostlo na území jižní Zemgale, nedaleko hradu Sidrabene, který byl zmiňován od roku 1289. 
V roce 1991 byl potvrzen městský znak.
Ve městě je kostel Nanebevzetí Nejsvětější Panenky Marie (postaven v letech 1895–1901), komplex synagog (kulturní památka), kulturní středisko, muzeum košíkové, domov pro starší (katolické diecéze) „Santara“.
Ve městě působí fotbalový klub FK Saned a basketbalový klub KK Joniškis.